# Художественный совет
Художественный совет (худсовет) — в Советском Союзе, группа специально назначенных лиц, состоящая из деятелей культуры, а также представителей партийных и государственных органов, имеющая своей задачей рассмотрение художественного произведения любого жанра на предмет установления его художественной ценности и соответствия идеологическим нормам, которая принимала решение о допуске произведения к массовому зрителю, читателю или слушателю. По мнению некоторых авторов — один из видов цензуры в СССР.

## Порядок формирования и состав
Назначались центральным или местным партийным руководством, союзным или республиканским Министерством культуры, административным руководством учреждения культуры. В худсоветы входили как профессионалы — члены союзов композиторов, писателей, кинематографистов, так и партийные и комсомольские функционеры, общественные деятели.
Постоянного состава худсоветы не имели, для каждого отдельного произведения или мероприятия, состав совета формировался отдельно. Любая программа музыкальной группы, театральной труппы, новый фильм и другие произведения массового искусства должны были проходить утверждение худсоветом. Члены совета могли высказывать артистам претензии и предложения по материалу, которые должны были быть услышаны. Без утверждения худсоветом выступление или показ не разрешались.
Произведения, которые, по мнению совета, противоречили «общественной морали», советской идеологии или просто имели низкое качество, отсеивались, не проходя этот барьер. Отсутствие одобрения от худсовета ставило крест на планах проката фильмов и исполнения программ.

## Худсовет как цензура
Некоторые музыканты и режиссёры находили остроумные способы угодить худсовету или отвлечь его внимание. Например, в финал фильма «Бриллиантовая рука» были вставлены кадры ядерного взрыва, которые худсовет удалил, не обратив внимания на некоторые другие спорные места. Композитор Давид Тухманов, создавая рок-альбом «По волне моей памяти», «на худсовете играл и пел эти песни очень мягко, на манер классики», чтобы «писать, петь, играть и записывать что угодно»; после этого «худсовет все утвердил» и «опасаться было нечего». Группа «Ария», проходя первый худсовет, привела с собой исполнителя классических арий, который заполнял паузы между песнями группы. Худсовет ограничился тем, что посоветовал убрать «классические» вставки, а программу самой группы принял без замечаний.
Абсурдность и самодурство членов худсоветов нередко критиковались поэтом и композитором Игорем Тальковым:

У меня были интересные случаи с худсоветами, когда мои стихи просто не принимались и худсоветы аргументировали свой отказ в отношении моих выступлений с моими собственными песнями тем, что они говорили: «Музыку и стихи одновременно писать хорошо невозможно! Либо то, либо другое должно получаться плохо». У меня была такая совершенно безобидная песня «Страна детства». И там были стихи «Пухом выстлана земля у истоков наших лет. И нескошены поля, и безоблачен рассвет у истоков наших лет…». Ну и худсоветы, — а они, как правило, создавались из людей несостоятельных, у которых что-то не получилось с творчеством, — говорили: «Как это „пух“!? Как это „не скошены поля“!? У нас что, в стране разруха что-ли?». А продолжение текста вообще считалось криминальным: «Расставаясь с той страной мы уходим кто куда, оставляя за спиной наши лучшие года». Мне говорили: «Как это „расставаясь“!? Это с какой страной „расставаясь“!? А я говорю: «Ну это же продолжение, это середина песни». — «А если человек включит телевизор в этот момент или магнитофон и услышит „расставаясь с той страной“, — он неправильно поймёт. Как это „расставаться“ можно!? С какой страной „расставаться“!?».
После того как в 1987 году вышел Закон СССР «О кооперации в СССР», стали возникать концертные кооперативы, не контролировавшиеся худсоветами, музыканты получили возможность свободно реализовать своё творчество на концертных площадках страны.

## В искусстве
Работу худсовета можно видеть в фильмах «Начни сначала», «Мы из джаза», «Забытая мелодия для флейты», а также в сериале «Оттепель».
Пародией на работу худсоветов можно считать цитату из фильма «Новые похождение Кота в сапогах» (1958):

Такого номера в моей программе нет. 

Программу утверждал придворный худсовет
Песня «Рэп диск-жокея» (известна как «худсовет») Сергея Минаева посвящена художественному совету фирмы звукозаписи «Мелодия», который в то время из-за советской цензуры отказывался выпускать альбомы Минаева на грампластинках вплоть до 1990 года. Песня является сатирой на худсовет.